# Gulval
Gulval (korniska: Lannystli) är en by i civil parish Penzance, i distriktet Cornwall, i grevskapet Cornwall i England. Byn är belägen 2 km från Penzance. Gulval var en civil parish fram till 1934 när blev den en del av Penzance, Madron och Ludgvan. Civil parish hade 1 292 invånare år 1931. Gulval hade 4 185 invånare vid folkräkningen år 2011.